# SVT Barn
SVT Barn è un canale televisivo svedese, edito dalla compagnia pubblica nazionale Sveriges Television (SVT), con una programmazione dedicata ai bambini.

## Storia
SVT Barn, prima noto come Barnkanalen, inizia a trasmettere il 23 dicembre 2002. Durante il suo primo anno di vita trasmetteva soltanto dalle 6:00 alle 18:30 nei giorni feriali. Nell'estate dello stesso anno, il canale prese anche una "pausa estiva" dal 23 maggio al 18 agosto.
La programmazione era rivolta ai bambini di età prescolare al mattino, mentre quella di fascia pomeridiana era rivolta ad un pubblico preadolescenziale. La fascia mattutina era caratterizzata da degli annunciatori speciali che presentavano i programmi dalla "Nave TV". Alle 13:00, andava in onda un programma chiamato Twebby, seguito dai programmi dedicati ai ragazzi, presentati da due annunciatori animati chiamati "Joppe e Nella". La programmazione del pomeriggio comprendeva animazione, programmi in lingua inglese e fiction tratte dagli archivi di SVT.
Il 1º novembre 2003, il canale inizia a trasmettere nei fine settimana, a partire dalle 7:00 del mattino.
Durante le Olimpiadi e le Paralimpiadi estive del 2004, SVT Extra trasmetteva in simulcast con SVT Barn la sera e, a partire dal 27 settembre 2004, la fascia serale sarebbe stata occupata da Kunskapskanalen.
Nell'autunno 2005, la "Nave TV" viene rimossa dal palinsesto e i due presentatori vengono integrati al programma serale per bambini di SVT1, Bolibompa. Da allora, Bolibompa sarebbe diventato il simbolo della programmazione prescolare targata SVT. Successivamente, anche Twebby venne rimosso dal palinsesto.
Nel febbraio 2006, SVT Barn presenta un cambio grafiche e con esso vengono rimossi Joppe e Nella. I due personaggi vennero sostituiti da un nuovo programma chiamato Bobster, trasmesso tra un programma e l'altro durante il pomeriggio; esso veniva trasmesso anche dalle 19:00 alle 19:30 su SVT1.
Successivamente, il 27 agosto 2007, SVT Barn estende l'orario di messa in onda fino alle 19:00, consentendo a Bobster di trasmettere per un'ora in più. Il 28 agosto dell'anno successivo, SVT effettua un'importante rimodulazione dei suoi programmi, infatti la puntata delle 18:00 di Bolibompa e quella delle 19:00 di Bobster, trasmesse fino ad allora su SVT1, vennero spostate su SVT Barn. Questa riorganizzazione viene accompagnata da un cambio di grafiche e di nome del canale, che passa da chiamarsi SVT Barn a SVTB.
La programmazione di SVTB inizierà ogni giorno alle 6:30 con programmi rivolti ai bambini in età prescolare con il marchio Bolibompa. Questo include segmenti condotti da presentatori chiamati Bolibompamorgon tra le 7:00 e le 8:30 nei giorni feriali e Bolibompahelg tra le 8:00 e le 22:00 nei fine settimana. Bolibompa continua fino alle 15:00, quando poi inizia Bobster per i ragazzi. Nei fine settimana, Bobster inizia alle 14:00. Bobster include anche un aggiornamento di notizie, Lilla Aktuellt, tutti i giorni feriali alle 16:00. L'edizione di Bolibompa in prima serata va in onda dalle 18:00 alle 19:00 ed è seguita da Bobster dalle 19:00 e le 20:00.
L'11 giugno 2012, SVTB attua un altro cambio grafico con seguente cambio nome in SVT Barnkanalen; nome che in seguito, il 18 giugno 2019 venne cambiato nuovamente in SVT Barn, seguito da un ulteriore cambio di logo e grafiche.
Dal 2011 al 2014, SVT Barn ha trasmesso il Junior Eurovision Song Contest, precedentemente trasmesso da SVT1.